# Irish League 1957-1958
L'Irish League 1957-1958 è stata la 57ª edizione della prima divisione del campionato nordirlandese di calcio.
Il campionato era formato da dodici squadre e il Ards vinse il titolo. Non vi furono retrocessioni.

## Classifica finale
| Pos. | Squadra          | G  | V  | N | P  | GF | GS | Punti |
| ---- | ---------------- | -- | -- | - | -- | -- | -- | ----- |
| 1    | Ards             | 22 | 16 | 4 | 2  | 68 | 32 | 36    |
| 2    | Glenavon         | 22 | 17 | 0 | 5  | 67 | 35 | 34    |
| 3    | Ballymena United | 22 | 13 | 2 | 7  | 51 | 41 | 28    |
| 4    | Glentoran        | 22 | 12 | 1 | 9  | 50 | 38 | 25    |
| 5    | Linfield         | 22 | 11 | 3 | 8  | 68 | 48 | 25    |
| 6    | Bangor           | 22 | 9  | 3 | 10 | 40 | 48 | 21    |
| 7    | Coleraine        | 22 | 8  | 5 | 9  | 53 | 59 | 21    |
| 8    | Derry City       | 22 | 8  | 4 | 10 | 40 | 44 | 20    |
| 9    | Portadown        | 22 | 7  | 3 | 12 | 43 | 48 | 17    |
| 10   | Distillery       | 22 | 5  | 6 | 11 | 36 | 53 | 16    |
| 11   | Crusaders        | 22 | 7  | 1 | 14 | 38 | 57 | 15    |
| 12   | Cliftonville     | 22 | 2  | 2 | 18 | 35 | 86 | 6     |

G = Partite giocate; V = Vittorie; N = Nulle/Pareggi; P = Perse; GF = Goal fatti; GS = Goal subiti; 